# 洛斯阿爾加羅博斯 (多萊加區)
洛斯阿爾加羅博斯（西班牙語：Los Algarrobos），是巴拿馬的城鎮，位於該國西部，由奇里基省的多萊加區負責管轄，面積30平方公里，2010年人口9,326，人口密度每平方公里310.9人。